# Agència Gómez
L'Agència Gómez és un edifici modernista del municipi de Girona que forma part de l'Inventari del Patrimoni Arquitectònic de Catalunya. L'agència Gómez es va construir l'any 1909. Actualment encara conserva el mobiliari interior original, amb els calaixos que ocupen totes les parets i serveixen per guardar la documentació dels Ajuntaments. Aquesta agència està a mans de l'Ajuntament de Girona i del Museu d'Història de Girona.

## Descripció
L'Agència Gómez ocupa la planta baixa de l'edifici del carrer Ciutadans, 3. Exteriorment presenta un gran forat que ocupa tota la part baixa de la façana, dues obertures es troben separades per un massís d'obra en el que hi ha el rètol esgrafiat amb fons rugós. Els tractaments són amb fusta envernissada i vidres gravat a l'àcid. Interiorment destaquem el taulell original, de fusta i vidre, i tota la fusteria amb calaixos que ocupen les parets.